# Саватари, Хадзимэ
Хадзи́мэ Савата́ри (яп. 沢渡朔, 1 января 1940 года, Токио, Япония) — скандально известный японский фотограф и кинооператор. Участвовал в съёмках экспериментальных фильмов режиссёра Сюдзи Тэраямы. Прославился фотоальбомами «Алиса» и «Алиса из моря» по мотивам книг Льюиса Кэрролла. Обладатель национальных премий.

## Биография и творчество
Родился в Хонго (Токио) в 1940 году. Так как уже началась Вторая мировая война, мальчика в возрасте четырёх лет отправили в префектуру Ямагата в регион Тохоку к бабушке в целях безопасности. Отец мальчика находился на фронте, до этого он работал в книжном магазине в Токио, сочинял стихи. После того как война закончилась, он заболел туберкулёзом и умер, когда Саватари было 10 лет. В детстве Саватари не отличался крепким здоровьем, не занимался спортом и часто ходил в кино.
Первый опыт фотографирования получил в кинозале, снимая персонажей фильма на экране (среди которых были Аяко Вакао и Мэрилин Монро). Учился на факультете фотографии в Колледже искусств Университета Нихон. В студенческие годы увлекался джазом, кино и книгами. Особое впечатление на него произвёл фильм Луи Маля «Лифт на эшафот». Его увлекали французская новая волна, произведения писателей Тацуо Хори и Осаму Дадзай. Большое влияние на него оказали работы фотографов Роберта Капа (особенно «Slightly Out of Focus») и Анри Картье-Брессона. Среди японских фотографов его восхищение в то время вызывали Сюндзи Окура и Сигэити Нагано. 

### Поиски собственного стиля
Начал фотографировать джазовых музыкантов, которые приезжали в Японию, работал в качестве сотрудника в иллюстрированных журналах. Увлекался фотографированием женщин и детей (впоследствии Саватари вспоминал, что одним из первых подобных опытов стали фотографии детей американских военнослужащих в костюмах Хеллоуина, сделанные на военной базе Вашингтон Хайтс).
В 1963 и 1964 годах снял серию фотографий в Отелях Нагиса в Дзуси, в Синагаве и в Тигасаки. Героиней фото стала его подруга с инициалами YO. Сам он в то время работал в проектной фирме Ginza, Токио. Семь или восемь фотосессий осуществлялись в выходные дни. Саватари надеялся, что снимки будут опубликованы в ежемесячном журнале «Camera Mainichi», но редактор журнала их не принял. Опубликованы они были отдельной книгой только через 50 лет.
Некоторое время работал с Nippon Design Center (был создан фирмами Тойота, Никон и фотографами, работавшими в области коммерческой рекламы, для работы по подготовке к Олимпиаде в Токио 1964 года). Был разочарован необходимостью создавать фотографии автомобилей и электроники.
«Девочка в игре» (1964) представляет собой серию фотографий девочки смешанной расы. Фотограф вспоминает, что был потрясён настолько её красотой, подобной красоте феи, что попросил позволить сделать фотографии. В 1968 году Саватари сделал фотокадры для фильма «Ад первой любви» режиссёра Сусуму Хани.
Участвовал в 1970 году в качестве оператора в создании фильма «Томатный кетчуп императора» Сюдзи Тэраямы (фильм существует в двух версиях — укороченной и полной), а также короткометражного фильма «The War of Jan-Ken-Pon» того же режиссёра. «Император томатного кетчупа», в свое время потрясший воображение зрителей, был обвинен в детской порнографии, что вызвало скандал. Режиссёр утверждал, что не интересуется порнографией, в которой видит инструмент государственного притеснения. Фильм по его убеждению был снят о революции и утопии: дети свергают власть своих родителей и пытаются создать новое идеальное общество. Скоро они запутываются в сетях сексуальных отклонений и насилия, оказываются беспомощными в обращении с властью. Тараяма исследует анархические движения, политические и сексуальные проблемы. Это был способ режиссёра выразить поэтическим методом свои идеи. Одновременно с участием в подготовке фильма Саватари вёл фотосъёмки в стиле shigai geki, фиксируя импровизации своих моделей (обычно это были дети) на улицах Токио.

### Фотоальбомы первой половины 70-х годов и признание в Европе
В 1971 году Саватари встретил Надю, итальянскую модель, которая приехала работать в Японии. Надя любила японскую культуру и решила посетить страну, чтобы узнать её историю и культуру в 1970 году, когда ей был 21 год. Саватари начал снимать её личную жизнь без какой-либо определенной цели, а увлёкшись, съездил в Венецию и Сицилию на родину Нади. Фотографии, которые он сделал там, стали основой книги «Надя в лесу» (1973). Стихи для этого сборника фотографий написала известная японская поэтесса Кадзуко Сираиси. В издании 2016 года были опубликованы фотографии, не вошедшие в первое издание книги.
В том же году редактор Bessatsu Gendai Shitechou (японский поэтический журнал) Сигэо Кувабара предложил поэтам, художникам и иллюстраторам работу над проектом по книгам Льюиса Кэрролла об Алисе, он должен был завершиться одноимённой выставкой на Рождество 1973 года. Источником своего вдохновения в работе над этой серией Саватари называет рок-музыку, мир глупостей и фантазии, изображённый в фильмах группы Beatles. Эндрю Сандерс (координатор фотосессии в Великобритании) переслал фотографии претенденток на роль Алисы, прежде чем фотограф прибыл в Великобританию, но свой окончательный выбор модели фотограф сделал после личного знакомства с девочкой. К этому времени Саманта Гейтс (англ. Samantha Gates) к возрасту всего семи лет приобрела известность, появившись на обложке альбома «Houses of the Holy» группы Led Zeppelin в облике обнажённой девочки, карабкающейся на скалистые горы. Вместе с братом она также много снималась в коммерческой рекламе. Позже девочка снималась в нескольких фильмах и ТВ-сериалах, наибольшую известность приобрела фильмом режиссёра Лайонела Джеффриса «Дети воды» (1978). Книга фотографий «Алиса» принесла Саватари скандальную европейскую известность. Главная героиня появлялась на некоторых фотографиях обнажённой в чувственных и соблазнительных позах.
В 2014 году на персональной выставке в Национальном музее современного искусства в Токио, а затем в Киото, были представлены оригинальные фотографии из серии «Алиса». Эксперт охарактеризовал их как «эпизоды жизни девочки, которая обнаруживает себя в мире взрослых… встречает людей на протяжении всего её приключения в тёмном, но мистическом мире». Среди представленных фотографий были те, которые не вошли в опубликованный вариант 1973 года и стали известны только спустя 40 лет. Критики отмечали, что работы по-прежнему сохраняет свою красоту и элегантность. Фотокнига «Alice Special Edition», которая включает дополнения — 60 непубликовавшихся прежде фотографий, была опубликована издательством Kawade Shobo Shinsha.

### Фотоальбомы и выставки с конца 70-х годов до настоящего времени
В 1979 году фотограф опубликовал книгу «Алиса из моря» (англ. «Alice from the Sea»), являющуюся продолжением «Alice». Главной героиней сборника снова стала Саманта Гейтс, критики отмечали необычную для Саватари целомудренность фотографий.
Саватари выпустил книги фотографий «Кинки» и «Сэйдзи Одзава» (проект, посвящённый творчеству и личности крупного японского дирижёра, неожиданный в контексте его ранних альбомов); работал с крупной японской фирмой, производящей одежду, «Comme des Garçons» с 1970 по 1980 год; осуществил проекты со многими актрисами и моделями (Тао Окамото; «Histeric ten»). Последняя книга фотографий называется «Дождь с темой дождя» (англ. Rain with the theme of rain), где Саватари впервые использовал цифровую фотокамеру.
Саватари утверждает:

«В любом случае, без фотографии, я бы не имел сколько-нибудь достойной жизни, принимая во внимание тот факт, что я так неловок, как в моей работе, так и в моей личной жизни».— Kato, Masaki. Hajime Sawatari

## Фильмография
| Год  | Фильм                      | Выходные данные                          | Участие в фильме |
| ---- | -------------------------- | ---------------------------------------- | ---------------- |
| 1971 | The War of Jan-Ken-Pon     | The War of Jan-Ken-Pon, Япония, 12 минут | Кинооператор     |
| 1971 | Томатный кетчуп императора | トマトケチャップ皇帝, Япония, 72 минуты  | Кинооператор     |

## Избранные фотоальбомы
По мнению The Photographer и Gallery Akio Nagasawa к числу наиболее известных альбомов Саватари относятся:
- Nadia: Mori no Ningyokan. Japan: Camera Mainichi / Mainichishinbun-sha, 1973. Reprint edition: Japan: Asahi Sonorama, 1977. Édition abrégée : Nadia in Sicily 1971 Ricochet, 2004
- Alice / Arisu. Tokyo, Japan, 1973
- Seiji Ozawa. Japan: Shueisha, 1975
- Alice from the Sea. Tokyo, Japan: Kawade Shobo Shin-sha, 1979
- Taste of Honey. IPC, 1990 (avec Amy Yamada)
- A Girl. Japan: Hysteric Glamour, 2000
- 60ʼs; 60ʼs 2. Wise Publishing, 2001
- Kinky, Akio Nagasawa Publishing, 2009

## Награды
- 1973. Ежегодная премия Общества фотографов Японии[англ.][14]
- 1979. Премия крупнейшего в Японии издательства Коданся за вклад в культуру[14]

## Наиболее значимые выставки
The Photographer, Gallery "Fm" и Gallery Akio Nagasawa к числу наиболее значимых выставок Саватари относят:
- 1974. «Пятнадцать современных фотографов», Национальный музей современного искусства, Токио
- 1988. «Свидетельство эстетики Хадзимэ Саватари», Creation Gallery G8 и Guardian Garden, Токио
- 2012. «Ночь». PlaceM, Синдзюку, Япония
- 2013. «Токио 1970 глазами девяти японских фотографов», Armani Ginza, Токио
- 2014. «Алиса». Галерея «Fm», Токио
- 2016. «Надя». Галерея Akio Nagasawa, Токио
- 2016. «Simon Yotsuya + Eikoh Hosoe, Hajime Sawatari, Tenmei Kanoh». Галерея Akio Nagasawa, Токио